# Municipio de Columbia (Nebraska)
El municipio de Columbia (en inglés: Columbia Township) es un municipio ubicado en el condado de Knox en el estado estadounidense de Nebraska. En el año 2010 tenía una población de 109 habitantes y una densidad poblacional de 1,17 personas por km².

## Geografía
El municipio de Columbia se encuentra ubicado en las coordenadas 42°28′54″N 97°39′42″O / 42.48167, -97.66167. Según la Oficina del Censo de los Estados Unidos, el municipio tiene una superficie total de 93,38 km², de la cual 93,38 km² corresponden a tierra firme y (0 %) 0 km² es agua.

## Demografía
Según el censo de 2010, había 109 personas residiendo en el municipio de Columbia. La densidad de población era de 1,17 hab./km². De los 109 habitantes, el municipio de Columbia estaba compuesto por el 99,08 % blancos, el 0,92 % eran afroamericanos. Del total de la población el 0 % eran hispanos o latinos de cualquier raza.